# Тіксагевімаб
Тіксагевімаб (англ. Tixagevimab) — моноклональне антитіло, яке розроблене для лікування коронавірусної хвороби 2019. Він використовується в комбінації з моноклональним антитілом цілгавімабом (як комбінація антитіл під назвою розробника AZD7442, торговою назвою «Evusheld»; виробник компанія «AstraZeneca»). У березні 2022 року Європейська комісія схвалила дану комбінацію антитіл для захисту від інфекції (доконтактна профілактика) у хворих з високим ризиком розвитку важкої форми хвороби, які не можуть бути вакциновані. Сфера застосування препарату включає профілактику COVID-19 у дорослих і підлітків віком від 12 років і вагою понад 40 кілограмів. Європейське агентство з лікарських засобів спиралося на дані дослідження за участю 5 тисяч дорослих, яке знизило ризик зараження на 77 % після отримання двох доз. Захист тривав щонайменше 6 місяців, а побічні ефекти були загалом незначними. Дані дослідження були отримані до появи варіанту SARS-CoV-2 Омікрон, що зараз призводить до зараження COVID-19 у всьому світі. Лабораторні дослідження показують, що варіант «Омікрон BA.1» менш чутливий до тіксагевімабу та цілгавімабу, ніж варіант «Омікрон BA.2» у дозах 150 мг. Європейське агентство з лікарських засобів повідомило, що найближчими тижнями повідомить, чи може альтернативний режим дозування комбінації моноклональних антитіл підійти для профілактики COVID-19 внаслідок появи нових варіантів.

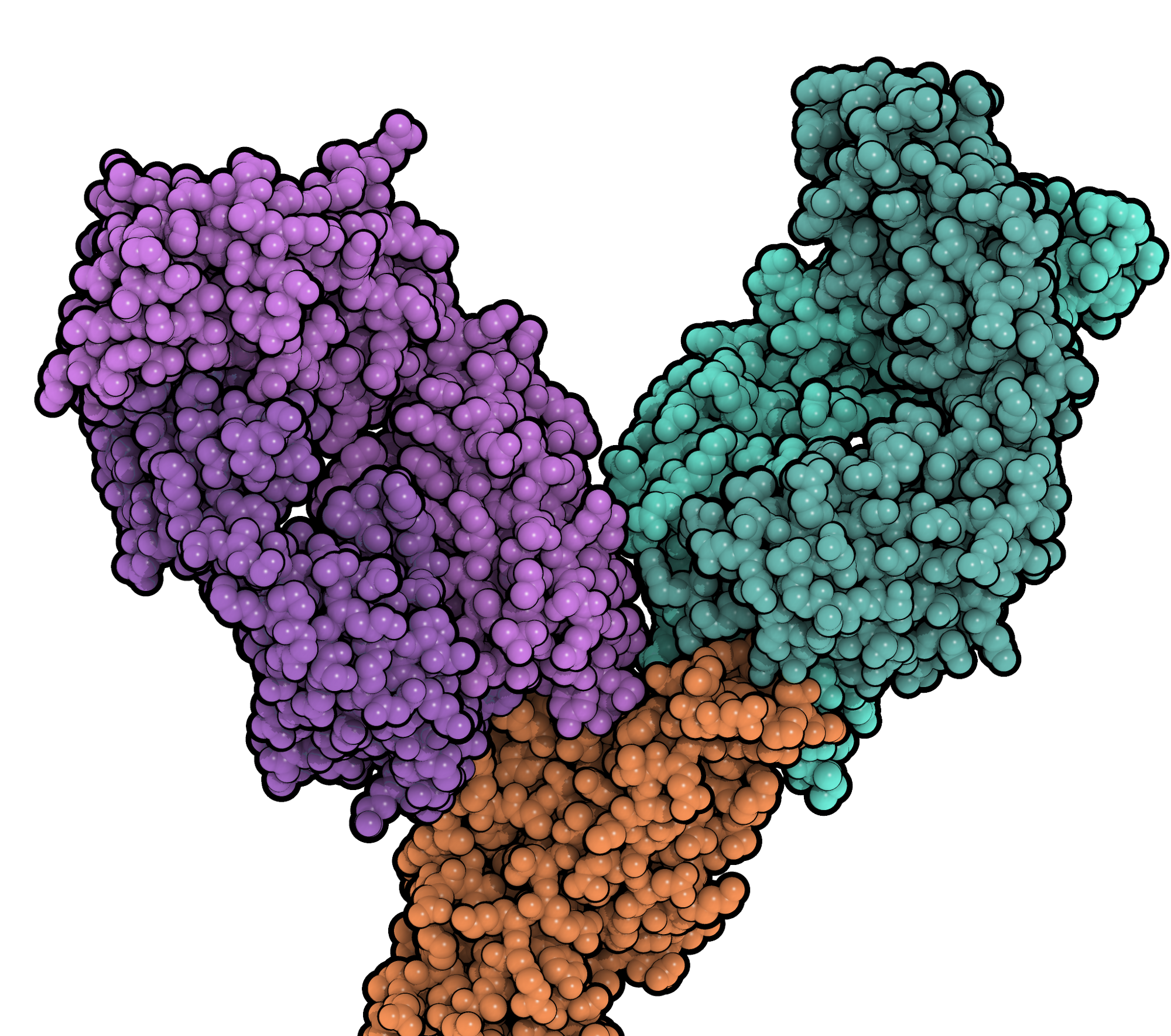
Цілгавімаб (фіолетовий, ліворуч) і тіксагевімаб (бірюзовий, праворуч) зв'язуються з рецептор-зв'язуючим доменом глікопротеїну білка шиповидних відростків SARS-CoV-2 (PDB : 7L7E)

Комбінація антитіл отримала екстрене схвалення в США з грудня 2021 року, тимчасове або умовне схвалення в Австралії з лютого 2022 року, та у Великій Британії з березня 2022 року.

## Властивості
Тіксагевімаб виробляється рекомбінантно в клітинах яєчників китайського хом'ячка. Гамма-важкий ланцюг антитіла складається з 453, а легкий каппа-ланцюг складається з 416 амінокислот. Цілгавімаб є моноклональним антитілом, спрямований проти білка шиповидних відростків глікопротеїну SARS-CoV-2. Структура антитіла типу IgG1, виділеного із сироватки реконвалесцентів COVID-19, було модифіковано таким чином, що молекула залишається в крові довше, ніж фізіологічне антитіло (антитіло тривалої дії). Як наслідок, воно також повинен забезпечувати захист від інфекції SARS-CoV-2 протягом 6—12 місяців.

## Клінічні дослідження
Комбінація моноклональних антитіл AZD7442 досліджується в рамках досліджень ACTIV-3, PROVENT і STORM CHASER.